# Kim Mestdagh
Kim Mestdagh (ur. 12 marca 1990 w Ieper) – belgijska koszykarka występująca na pozycji rzucającej, reprezentantka kraju, obecnie zawodniczka francuskiej drużyny Flammes, a w okresie letnim – Washington Mystics w WNBA.

## Osiągnięcia
Stan na 19 października 2019, na podstawie, o ile nie zaznaczono inaczej..

### NCAA
- Zaliczona do:
  - I składu Mountain West (2012)
  - II składu Mountain West (2010, 2011)

### WNBA
- Mistrzyni WNBA (2019)

### Klubowe
- Mistrzyni:
  - Hiszpanii (2018)
  - Belgii (2014, 2015)
- Wicemistrzyni Eurocup (2015)
- Zdobywczyni Pucharu Belgii (2014, 2015)
- Finalistka Pucharu Francji (2017)
- 4. miejsce podczas rozgrywek Eurocup (2018)

### Reprezentacja
Seniorek
- Brązowa medalistka mistrzostw Europy (2017)
- Uczestniczka kwalifikacji do Eurobasketu (2011, 2015, 2017)

Młodzieżowe
- Wicemistrzyni Europy U–18 dywizji B (2008)
- Brązowa medalistka mistrzostw Europy U–20 dywizji B (2009)
- Uczestniczka mistrzostw Europy:
  - U–16 (2006 – 13. miejsce)
  - dywizji B U–18 (2007, 2008)